# Suzuki Daisetz Teitaro
Suzuki Daisetz Teitaro (n. 18 octombrie 1870, Kanazawa, Japonia – d. 12 iulie 1966, Tokio) a fost un călugăr și învățat japonez al școlii budiste Rinzai, care a popularizat filozofia Zen în Occident.

## Biografie
Născut în același loc cu prietenul său Nishida Kitaro, Suzuki va crește într-o ambianță pătrunsă de Zen. A studiat la Universitatea din Tokyo, dar majoritatea timpului l-a petrecut aprofundând Zen-ul la templul Engaku-ji din Kamakura. Astfel, când Suzuki a început să scrie despre Zen (atât în limba japoneză cât și în engleză), el a făcut-o bazându-se nu numai pe o simplă învățătură, ci pe o profundă experiență personală. Principala realizare a sa a fost familiarizarea publicului occidental cu scopurile și metodele școlii Rinzai, desprinse din sistemul codificat al lui Hakuin.